# هال مو
هال مو (بالإنجليزية: Hal Moe)‏ هو مدير فني أمريكي، ولد في 28 مارس 1910 في سبوكين في الولايات المتحدة، وتوفي في 26 مايو 2001 في كورفاليس في الولايات المتحدة.